# Strażnica WOP Krynica Morska
Strażnica WOP Krynica Morska – podstawowy pododdział graniczny Wojsk Ochrony Pogranicza pełniący służbę ochronną na granicy morskiej.

## Formowanie i zmiany organizacyjne
Strażnica została sformowana w 1945  w strukturze 21 komendy odcinka Elbląg jako 105 strażnica WOP (Neukrug) (Kalberg/Krynica Morska) o stanie 56 żołnierzy. Kierownictwo strażnicy stanowili: komendant strażnicy, zastępca komendanta do spraw polityczno-wychowawczych i zastępca do spraw zwiadu. Strażnica składała się z dwóch drużyn strzeleckich, drużyny fizylierów, drużyny łączności i gospodarczej. Etat przewidywał także instruktora do tresury psów służbowych oraz instruktora sanitarnego. Sformowane strażnice morskiego oddziału OP nie przystąpiły bezpośrednio do objęcia ochrony granicy morskiej. Odcinek dawnej granicy polsko-niemieckiej sprzed 1939  od Piaśnicy, aż do lewego styku z 4 Oddziałem OP ochraniany był przez radziecką straż graniczną wydzieloną ze składu wojsk marszałka Rokossowskiego. Pozostały odcinek granicy od rzeki Piaśnica, aż po granicę z ZSRR zabezpieczała Morska Milicja Obywatelska.
Od 15 marca 1954 wprowadzono nową numerację strażnic. Strażnica Krynica Morska II kategorii otrzymała numer 100. 
W 1956  rozpoczęto numerować strażnice w systemie brygadowym. Podległa 163 batalionowi WOP strażnica Krynica Morska otrzymała numer 10. Latem 1957, po przekazaniu 161 batalionu WOP 15 Brygadzie WOP, zmieniono po raz kolejny numerację strażnic w systemie brygadowym. Strażnica Krynica Morska stała się numerem 16. W 1960, pozostając nadal w systemie brygadowym, odwrócono numerację. Strażnica otrzymała numer 1. W 1964  strażnica WOP nr 1 Krynica Morska uzyskała status strażnicy ladowej i zaliczona została do II kategorii.
---
W wyniku realizacji kolejnego etapu zmian organizacyjnych w Straży Granicznej w 2002, strażnica uzyskała status strażnicy SG I kategorii.

## Ochrona granicy
Wiosną 1958  zlikwidowano strażnicę Sztutowo. Odcinek podzielono pomiędzy strażnicę Krynica i strażnicę Jantar.
Strażnice sąsiednie:
104 strażnica WOP Tolkmit ⇔ 106 strażnica WOP Feauenberg – 1946

## Dowódcy strażnicy
- por. Hipolit Prokopowicz (był 10.1946)[c].
- kpt. SG Stanisław Kowalczyk(był w 2002)[15]